# Reichstagswahlkreis Königreich Sachsen 3

Die Wahlkreisaufteilung des Deutschen Reichs.

Der Reichstagswahlkreis Königreich Sachsen 3 (in der reichsweiten Durchnummerierung auch Reichstagswahlkreis 287; auch Reichstagswahlkreis Bautzen-Kamenz genannt) war der dritte Reichstagswahlkreis für das Königreich Sachsen für die Reichstagswahlen im Deutschen Reich und im Norddeutschen Bund von 1867 bis 1918.

## Wahlkreiszuschnitt
Der Wahlkreis umfasste die Amtshauptmannschaft Kamenz ohne den Amtsgerichtsbezirk Königsbrück, die Amtshauptmannschaft Bautzen ohne den Amtsgerichtsbezirk Schirgiswalde und die Gemeinden mit Gutsbezirk Baruth, Belgern, Buchwalde, Cannewitz bei Gröditz, Drehsa, Gröditz bei Bautzen, Nechern, Rackel, Sornßig, Weicha, Wurschen und die Gemeinden Berge, Brießnitz, Cortnitz, Cosel bei Bautzen, Dubrauke, Hainitz, Kleinkunitz, Kleinsaubernitz, Großpostwitz, Wartha und Wuischke bei Weißenberg, Großdrebnitz und Kleindrebnitz. Dies entsprach ursprünglich der Stadt Bautzen und den Gerichtsamtsbezirken Budissin (Bautzen), Königswartha, Kamenz, Pulsnitz und Bischofswerda.
| Jahr | Einwohner |
| ---- | --------- |
| 1890 | 135.296   |
| 1895 | 142.729   |
| 1900 | 149.989   |
| 1905 | 160.274   |
| 1910 | 169.422   |

|      | Landwirtschaft | Industrie und Gewerbe | Handel und Dienstleistungen |
| ---- | -------------- | --------------------- | --------------------------- |
| 1895 | 42,2           | 44,5                  | 13,4                        |
| 1907 | 31,2           | 53,3                  | 15,5                        |

|      | Evangelisch | Katholisch |
| ---- | ----------- | ---------- |
| 1890 | 90,1        | 9,4        |
| 1905 | 89,3        | 10,2       |
| 1910 | 89,4        | 10,3       |

## Abgeordnete
| Wahl                                 | Abgeordneter                    | Partei            | Bild |
| ------------------------------------ | ------------------------------- | ----------------- | ---- |
| Reichstagswahl Februar 1867 bis 1871 | Hermann von Salza und Lichtenau | FKV               |      |
| Reichstagswahl 1871 bis 1874         | Rudolf Thiel                    | NLP               |      |
| Reichstagswahl 1874 bis 1877         | Hermann von Nostitz-Wallwitz    | DRP               |      |
| Reichstagswahl 1877 bis 1890         | Theodor Reich                   | DKP               |      |
| Reichstagswahl 1890 bis 1893         | Georg Hempel                    | DKP               |      |
| Reichstagswahl 1893 bis 1918         | Heinrich Gräfe                  | Antisemiten (Ref) |      |
| Ersatzwahl 1918 bis 1918             | Karl Otto Uhlig                 | SPD               | 0    |

## Wahlen

### 1867 (Februar)
Es fand nur ein Wahlgang statt. Die Zahl der gültigen Stimmen betrug 14.766.
| Kandidat                        | Partei  | Stimmen | in % | Anmerkungen |
| ------------------------------- | ------- | ------- | ---- | ----------- |
| Hermann von Salza und Lichtenau | FrKonsV | 13299   | 0    | 0           |

### 1867 (August)
Es fand nur ein Wahlgang statt. Die Zahl der gültigen Stimmen betrug 7511.
| Kandidat                        | Partei  | Stimmen | in % | Anmerkungen |
| ------------------------------- | ------- | ------- | ---- | ----------- |
| Hermann von Salza und Lichtenau | FrKonsV | 3836    | 0    | 0           |

### 1871
Es fanden zwei Wahlgänge statt. 21.746 Männer waren wahlberechtigt. Die Zahl der abgegebenen Stimmen betrug im ersten Wahlgang 9193, 40 Stimmen waren ungültig. Die Wahlbeteiligung betrug 42,3 %.
| Kandidat             | Partei   | Stimmen | in % | Anmerkungen |
| -------------------- | -------- | ------- | ---- | ----------- |
| Rudolf Thiel         | NLP      | 4098    | 0    | 0           |
| Julius Robert Deumer | Kons     | 4126    | 0    | 0           |
| 0                    | Sonstige | 969     | 0    | 0           |

In der Stichwahl betrug die Zahl der abgegebenen Stimmen 13.554, 34 Stimmen waren ungültig. Die Wahlbeteiligung betrug 48,7 %.
| Kandidat             | Partei | Stimmen | in % | Anmerkungen |
| -------------------- | ------ | ------- | ---- | ----------- |
| Rudolf Thiel         | NLP    | 5294    | 0    | 0           |
| Julius Robert Deumer | Kons   | 5260    | 0    | 0           |

### 1874
Es fand ein Wahlgang statt. 23.928 Männer waren wahlberechtigt. Die Zahl der abgegebenen Stimmen betrug 14.570, 3 Stimmen waren ungültig. Die Wahlbeteiligung betrug 60,9 %.
| Kandidat                     | Partei   | Stimmen | in % | Anmerkungen                 |
| ---------------------------- | -------- | ------- | ---- | --------------------------- |
| Hermann von Nostitz-Wallwitz | DRP      | 11.534  | 0    | 0                           |
| Graf zu Stolberg (-Brauna)   | Zentrum  | 2013    | 0    | 0                           |
| Daschner                     | S (Eis)  | 513     | 0    | Drechsler                   |
| Hugo Keller                  | S (Lass) | 471     | 0    | Zigarrenarbeiter in Görlitz |
| 0                            | Sonstige | 39      | 0    | 0                           |

### 1877
Es fand ein Wahlgang statt. 24.891 Männer waren wahlberechtigt. Die Zahl der abgegebenen Stimmen betrug 12.298, 60 Stimmen waren ungültig. Die Wahlbeteiligung betrug 49,6 %.
| Kandidat                   | Partei   | Stimmen | in % | Anmerkungen                 |
| -------------------------- | -------- | ------- | ---- | --------------------------- |
| Theodor Reich              | DRP      | 8951    | 0    | 0                           |
| Graf zu Stolberg (-Brauna) | Zentrum  | 1830    | 0    | 0                           |
| Hugo Keller                | S        | 1428    | 0    | Zigarrenarbeiter in Görlitz |
|                            | S        | 39      | 0    | 0                           |
| 0                          | Sonstige | 50      | 0    | 0                           |

### 1878
Es fand ein Wahlgang statt. 25.612 Männer waren wahlberechtigt. Die Zahl der abgegebenen Stimmen betrug 11.787, 35 Stimmen waren ungültig. Die Wahlbeteiligung betrug 46,2 %.
| Kandidat                   | Partei   | Stimmen | in % | Anmerkungen                 |
| -------------------------- | -------- | ------- | ---- | --------------------------- |
| Theodor Reich              | DRP      | 6603    | 0    | 0                           |
| Dr. Minckwitz              | F        | 2814    | 0    | 0                           |
| Graf zu Stolberg (-Brauna) | Zentrum  | 1488    | 0    | 0                           |
| Hugo Keller                | S        | 864     | 0    | Zigarrenarbeiter in Görlitz |
| 0                          | Sonstige | 18      | 0    | 0                           |

### 1881
Es fand ein Wahlgang statt. 26.932 Männer waren wahlberechtigt. Die Zahl der abgegebenen Stimmen betrug 15.320, 54 Stimmen waren ungültig. Die Wahlbeteiligung betrug 57,1 %.
| Kandidat      | Partei   | Stimmen | in % | Anmerkungen                 |
| ------------- | -------- | ------- | ---- | --------------------------- |
| Theodor Reich | DRP      | 9292    | 0    | 0                           |
| Weigang       | F        | 3739    | 0    | Fabrikant                   |
| Hugo Keller   | S        | 266     | 0    | Zigarrenarbeiter in Görlitz |
| 0             | Sonstige | 23      | 0    | 0                           |

### 1884
Es fand ein Wahlgang statt. 26.276 Männer waren wahlberechtigt. Die Zahl der abgegebenen Stimmen betrug 13.275, 44 Stimmen waren ungültig. Die Wahlbeteiligung betrug 50,7 %.
| Kandidat      | Partei   | Stimmen | in % | Anmerkungen |
| ------------- | -------- | ------- | ---- | ----------- |
| Theodor Reich | DRP      | 8162    | 0    | 0           |
|               | F        | 4644    | 0    | 0           |
|               | S        | 371     | 0    | 0           |
|               | Zentrum  | 73      | 0    | 0           |
| 0             | Sonstige | 25      | 0    | 0           |

### 1887
Es fand ein Wahlgang statt. 27.090 Männer waren wahlberechtigt. Die Zahl der abgegebenen Stimmen betrug 17.564, 72 Stimmen waren ungültig. Die Wahlbeteiligung betrug 65,1 %.
| Kandidat      | Partei   | Stimmen | in % | Anmerkungen |
| ------------- | -------- | ------- | ---- | ----------- |
| Theodor Reich | DRP      | 15.497  | 0    | 0           |
|               | F        | 435     | 0    | 0           |
|               | S        | 1558    | 0    | 0           |
|               | Zentrum  | 28      | 0    | 0           |
| 0             | Sonstige | 46      | 0    | 0           |

### 1890
Es fand ein Wahlgang statt. 27.947 Männer waren wahlberechtigt. Die Zahl der abgegebenen Stimmen betrug 18.429, 82 Stimmen waren ungültig. Die Wahlbeteiligung betrug 77,1 %. Die Kartellparteien NLP und Konservative stellten den konservativen Hempel als gemeinsamen Kandidaten auf.
| Kandidat            | Partei   | Stimmen | in %   | Anmerkungen |
| ------------------- | -------- | ------- | ------ | ----------- |
| Max von Forckenbeck | DF       | 1341    | 7,3 %  | 0           |
| Georg Hempel        | K        | 12.798  | 69,8 % | 0           |
| von Zerschwitz      | K        | 99      | 0, %   | 0           |
| Hermann Schönfeld   | SPD      | 3868    | 21,1 % | 0           |
| Ludwig Windthorst   | Zentrum  | 202     | 1,1 %  | 0           |
|                     | Sonstige | 39      | 0,2 %  | 0           |

### 1893
Es fand ein Wahlgang statt. 28.783 Männer waren wahlberechtigt. Die Zahl der abgegebenen Stimmen betrug 20.619, 72 Stimmen waren ungültig. Die Wahlbeteiligung betrug 65,9 %. Der Kartellkandidaten wurde auch von BdL und Zentrum unterstützt. Die Deutsche Reformpartei stellte mit Gräfe erfolgreich einen Gegenkandidaten auf.
| Kandidat                   | Partei   | Stimmen | in %   | Anmerkungen        |
| -------------------------- | -------- | ------- | ------ | ------------------ |
| Heinrich Gräfe             | DR       | 10.572  | 51,4 % | 0                  |
| Schmidt                    | FVP      | 116     | 0,6 %  | Institutsdirektor  |
| Ferdinand zu Lippe-Baruth  | K        | 3622    | 27,7 % | Rittergutsbesitzer |
| Friedrich Wilhelm Höppner  | SPD      | 3868    | 17,6 % | Werkführer         |
| Alfred von Hompesch-Rurich | Zentrum  | 518     | 2,5 %  | 0                  |
|                            | Sonstige | 34      | 0,2 %  | 0                  |

### 1898
Es fand ein Wahlgang statt. 30.035 Männer waren wahlberechtigt. Die Zahl der abgegebenen Stimmen betrug 16.141, 83 Stimmen waren ungültig. Die Wahlbeteiligung betrug 53,7 %. Gräfe wurde von dem BdL unterstützt, NLP und Konservative verzichteten auf eigene Kandidaten und unterstützten Gräfe damit indirekt.
| Kandidat                  | Partei   | Stimmen | in %   | Anmerkungen        |
| ------------------------- | -------- | ------- | ------ | ------------------ |
| Heinrich Gräfe            | DSR      | 10.026  | 62,4 % | 0                  |
| Karl Adolf Steiger        | K        | 71      | 0,5 %  | Rittergutsbesitzer |
| Friedrich Wilhelm Höppner | SPD      | 4806    | 29,9 % | Werkführer         |
| Felix Porsch              | Zentrum  | 1070    | 6,7 %  | 0                  |
|                           | Sonstige | 85      | 0,5 %  | 0                  |

### 1903
Es fanden zwei Wahlgänge statt. 32.294 Männer waren wahlberechtigt. Die Zahl der abgegebenen Stimmen betrug im ersten Wahlgang 23.625, 74 Stimmen waren ungültig. Die Wahlbeteiligung betrug 73,2 %. BdL, Konservative und DR unterstützten Gräfe.
| Kandidat                  | Partei   | Stimmen | in %   | Anmerkungen |
| ------------------------- | -------- | ------- | ------ | ----------- |
| Heinrich Gräfe            | DR       | 10.637  | 45,2 % | 0           |
| Herrmann Gnauck           | FVP      | 1867    | 8,3 %  | 0           |
| Friedrich Wilhelm Höppner | SPD      | 9191    | 39,0 % | Werkführer  |
| Felix Porsch              | Zentrum  | 1742    | 7,4 %  | 0           |
|                           | Sonstige | 14      | 0,1 %  | 0           |

In der Stichwahl betrug die Zahl der abgegebenen Stimmen 26.926. Die Wahlbeteiligung betrug 83,4 %. FVP und Zentrum riefen in der Stichwahl zur Wahl von Gräfe auf.
| Kandidat                  | Partei | Stimmen | in %   | Anmerkungen |
| ------------------------- | ------ | ------- | ------ | ----------- |
| Heinrich Gräfe            | DR     | 15.478  | 57,7 % | 0           |
| Friedrich Wilhelm Höppner | SPD    | 11.333  | 42,3 % | Werkführer  |

### 1907
Es fand ein Wahlgang statt. 33.850 Männer waren wahlberechtigt. Die Zahl der abgegebenen Stimmen betrug 30.383, 111 Stimmen waren ungültig. Die Wahlbeteiligung betrug 89,8 %. Die FVP unterstützte nicht den Kandidaten des Bülow-Blocks, sondern trat mit einem eigenen Kandidaten an.
| Kandidat                  | Partei   | Stimmen | in %   | Anmerkungen |
| ------------------------- | -------- | ------- | ------ | ----------- |
| Heinrich Gräfe            | DR       | 20.846  | 68,9 % | 0           |
| Herrmann Gnauck           | FVP      | 98      | 0,3 %  | 0           |
| Friedrich Wilhelm Höppner | SPD      | 8619    | 28,5 % | Werkführer  |
| Matthias Erzberger        | Zentrum  | 700     | 2,3 %  | 0           |
|                           | Sonstige | 9       | 0,0 %  | 0           |

### 1912
Es fanden zwei Wahlgänge statt. 36.493 Männer waren wahlberechtigt. Die Zahl der abgegebenen Stimmen betrug im ersten Wahlgang 32.744, 85 Stimmen waren ungültig. Die Wahlbeteiligung betrug 89,7 %. Die liberalen Parteien einigten such auf Pudor als gesamtliberalen Kandidaten. Im Gegenzug verzichtete die FoVP bei den folgenden Landtagswahlen auf einen Kandidaten und unterstützte den Kandidaten der NLP. Gräfe gelang es diesmal, sich auch die Unterstützung des Zentrums zu sichern.
| Kandidat       | Partei   | Stimmen | in %   | Anmerkungen |
| -------------- | -------- | ------- | ------ | ----------- |
| Heinrich Gräfe | DR       | 13.354  | 40,9 % | 0           |
| Richard Pudor  | FoVP     | 7889    | 24,2 % | Kaufmann    |
| Wilhelm Buck   | SPD      | 11.412  | 34,9 % | 0           |
|                | Sonstige | 4       | 0,0 %  | 0           |

In der Stichwahl betrug die Zahl der abgegebenen Stimmen 33.003, 481 Stimmen waren ungültig. Die Wahlbeteiligung betrug 90,4 %.
| Kandidat       | Partei | Stimmen | in %   | Anmerkungen |
| -------------- | ------ | ------- | ------ | ----------- |
| Heinrich Gräfe | DR     | 17.430  | 53,6 % | 0           |
| Wilhelm Buck   | SPD    | 15.092  | 46,4 % | 0           |

### Ergänzungswahl 1918
Da Gräfe am 23. Oktober 1917 gestorben war, kam es Anfang 1918 zu einer Ergänzungswahl. Der Burgfrieden wurde ungewöhnlicherweise nicht eingehalten. Die Deutsch Völkische Partei, der das Mandat nach dem Burgfrieden zugestanden hätte, verzichtete auf einen Kandidaten. Da Gräfe der Fraktion der Deutsch-Konservativen als Hospitant angehört hatte, sahen sich die Konservativen als „Erben“ Gräfes und stellten einen Kandidaten auf. Da Herrmann nicht die förmliche Unterstützung der DVP hatte (und nicht hinter der Friedensresolution stand) sah die FoVP den Burgfrieden durch diese Kandidatur gebrochen und stellte Pudor auf. Auch die Sozialdemokraten wollten keinen Kandidaten unterstützen, der die Friedensresolution ablehnte und entschieden sich für einen eigenen Kandidaten. Der linksliberale Kandidat erhielt die Unterstützung der NLP, die konservative Kandidat die der rechten Parteien.
| Kandidat                | Partei   | Stimmen | in %   | Anmerkungen  |
| ----------------------- | -------- | ------- | ------ | ------------ |
| Richard Pudor           | FoVP     | 3520    | 20,8 % | Kaufmann     |
| Ernst Heinrich Herrmann | K        | 6986    | 41,2 % | Rechtsanwalt |
| Karl Otto Uhlig         | SPD      | 6451    | 38,0 % | 0            |
|                         | Sonstige | 2       | 0,0 %  | 0            |

In der Stichwahl unterstützte die FoVP den sozialdemokratischen Kandidaten.
| Kandidat                | Partei | Stimmen | in %   | Anmerkungen  |
| ----------------------- | ------ | ------- | ------ | ------------ |
| Ernst Heinrich Herrmann | K      | 8776    | 47,6 % | Rechtsanwalt |
| Karl Otto Uhlig         | SPD    | 9672    | 52,4 % | 0            |